# Gulbukig grönduva
Gulbukig grönduva (Treron waalia) är en fågel i familjen duvor inom ordningen duvfåglar som förekommer i Afrika strax söder om Sahara, men även på sydvästra Arabiska halvön.

## Utseende
Gulbukig grönduva är en 28 centimeter lång duva, lik afrikansk grönduva (Treron calvus), men har grått på huvud, hals och övre delen av bröstet tydligt åtskilt från lysande gult på nedre delen av bröstet och buken. Den har stora lila skulderfläckar samt kastanjefärgade centrala stjärtfjädrar. Ungfågeln är mattare och saknar det lila på vingen.

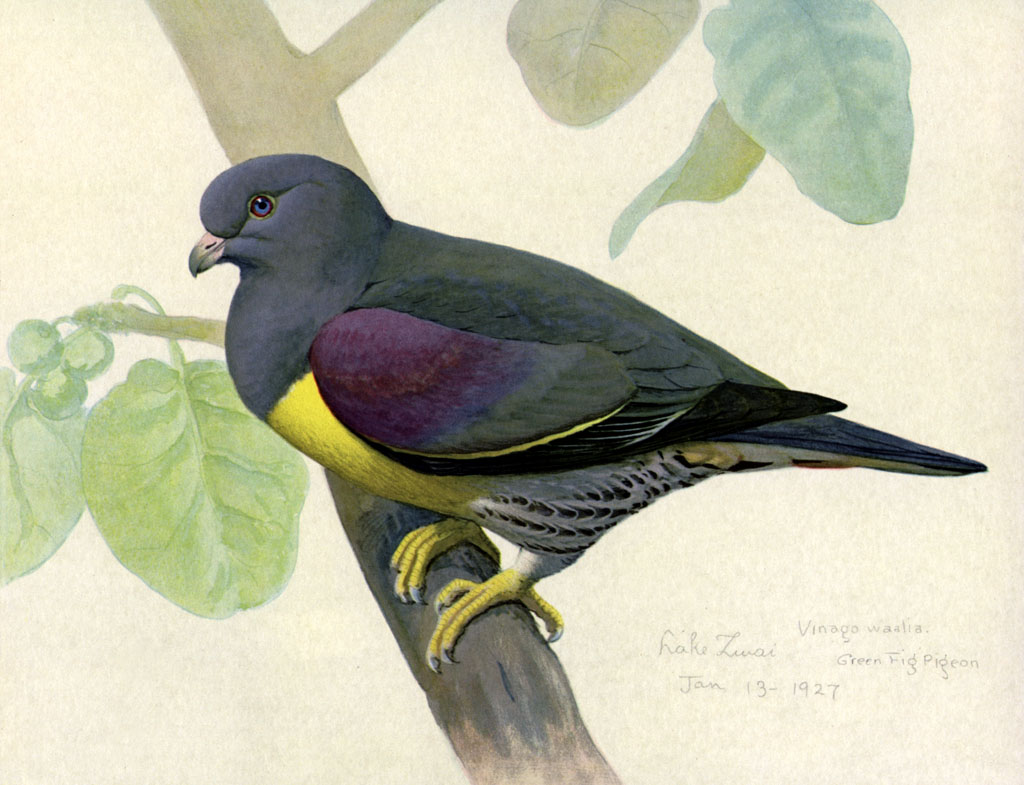

## Läte
Den gulbukiga grönduvans läte liknar afrikansk grönduva, en märklig och inte alls duvlik komplex serie med gnällande, sprakande och morrande inslag. Gulbukig grönduva är dock ännu mer sprakande och vass i tonen, ett nästan galet spinnande och skrattande.

## Utbredning och systematik
Fågeln påträffas i Afrika i Sahelregionen strax söder om Sahara från södra Mauretanien, Senegal och Gambia till Eritrea och norra Somalia samt vidare söderut till norra Uganda. Den förekommer även på ön Sokotra samt sydvästra Arabiska halvön i Jemen, sydvästra Saudiarabien och allra västligaste Oman (Dhofar). Den behandlas som monotypisk, det vill säga att den inte delas in i några underarter.

## Levnadssätt
Arten påträffas i skogklädda dalar och halvarida gräsmarker från havsnivån till 1 900 meters höjd, framför allt kring fruktbärande fikonträd. Häckning är noterad från december till september i Västafrika, november till maj i delar av Östafrika och april till maj i resten av Östafrika.

## Status och hot
Arten har ett stort utbredningsområde och en stor population, men tros minska i antal till följd av habitatförstörelse och exploatering. Den minskar dock inte tillräckligt kraftigt för att den ska betraktas som hotad. Internationella naturvårdsunionen IUCN kategoriserar därför arten som livskraftig (LC). Världspopulationen har inte uppskattats men den beskrivs som frekvent förekommande till lokalt mycket vanlig.

## Namn
Fågelns vetenskapliga artnamn kommer av det abessinska namnet Waalia för arten. På svenska har den även kallats gulbröstad grönduva.